# کیسوکه شوتو
کیسوکه شوتو (ژاپنی: 首藤 啓祐؛ زادهٔ ۵ اکتبر ۱۹۸۴) یک بازیکن فوتبال اهل ژاپن است.
از باشگاه‌هایی که در آن بازی کرده‌است می‌توان به باشگاه فوتبال آویسپا فوکوئوکا اشاره کرد.